# Junzi imperialis
Junzi imperialis ist eine ausgestorbene Primatenart aus der Familie der Gibbons (Hylobatidae).
Ein teilweise erhaltener Schädel und Unterkiefer der ausgestorbenen Gibbonart wurde im Jahr 2004 in einem 2200 bis 2300 Jahre alten Grab in Chang’an in der Provinz Shaanxi entdeckt. Das Grab enthielt auch die Überreste verschiedener anderer Tiere, darunter Skelette eines Leoparden, eines Luchses, eines Kragenbären, von Kranichen, sowie von verschiedenen domestizierten Säugern und Vögeln. Das Grab kann möglicherweise Xia, der Mutter von Zhuangxiang aus der Qin-Dynastie und Großmutter von Qin Shi Huang, dem ersten Kaiser Chinas, zugeordnet werden.
Die Gibbonart wurde 2018 von Samuel Turvey und Kollegen als Junzi imperialis erstbeschrieben. Der morphometrische Vergleich des Schädels mit Schädeln der vier rezenten Gibbongattungen (Hoolock, Hylobates, Nomascus und Symphalangus), sowie der ausgestorbenen Gattung Bunopithecus und die dabei gefundenen Unterschiede führte zur Einführung einer neuen Gattung.
Heute kommen noch vier Gibbonarten im südlichen China vor (Westlicher Schwarzer Schopfgibbon (Nomascus concolor), Hainan-Schopfgibbon (N. hainanus), Östlicher Schwarzer Schopfgibbon (N. nasutus) und der Gaoligong-Weißbrauengibbon (Hoolock tianxing)), zwei weitere, der Nördliche Weißwangen-Schopfgibbon (Nomascus leucogenys) und der Weißhandgibbon (Hylobates lar) verschwanden erst vor kurzem aus dem chinesischen Teil ihres Verbreitungsgebietes. Der Fund von Junzi imperialis zeigt, dass Gibbons noch in historischer Zeit bis zum nördlichen Rand der subtropischen Waldzone verbreitet waren und dass eine weit größere Artenvielfalt verloren gegangen ist als bisher vermutet wurde.